# ماثيو إي. ويلزي
ماثيو إي. ويلزي (بالإنجليزية: Matthew E. Welsh)‏ هو محامي وسياسي أمريكي، ولد في 15 سبتمبر 1912 في ديترويت في الولايات المتحدة، وتوفي في 28 مايو 1995 في إنديانابوليس في الولايات المتحدة. حزبياً، نشط في الحزب الديمقراطي. وقد انتخب حاكم إنديانا ‏ (9 يناير 1961 – 11 يناير 1965) وانتخب عضو مجلس ولاية إنديانا وانتخب عضو مجلس نواب إنديانا.